# 弁天洞窟

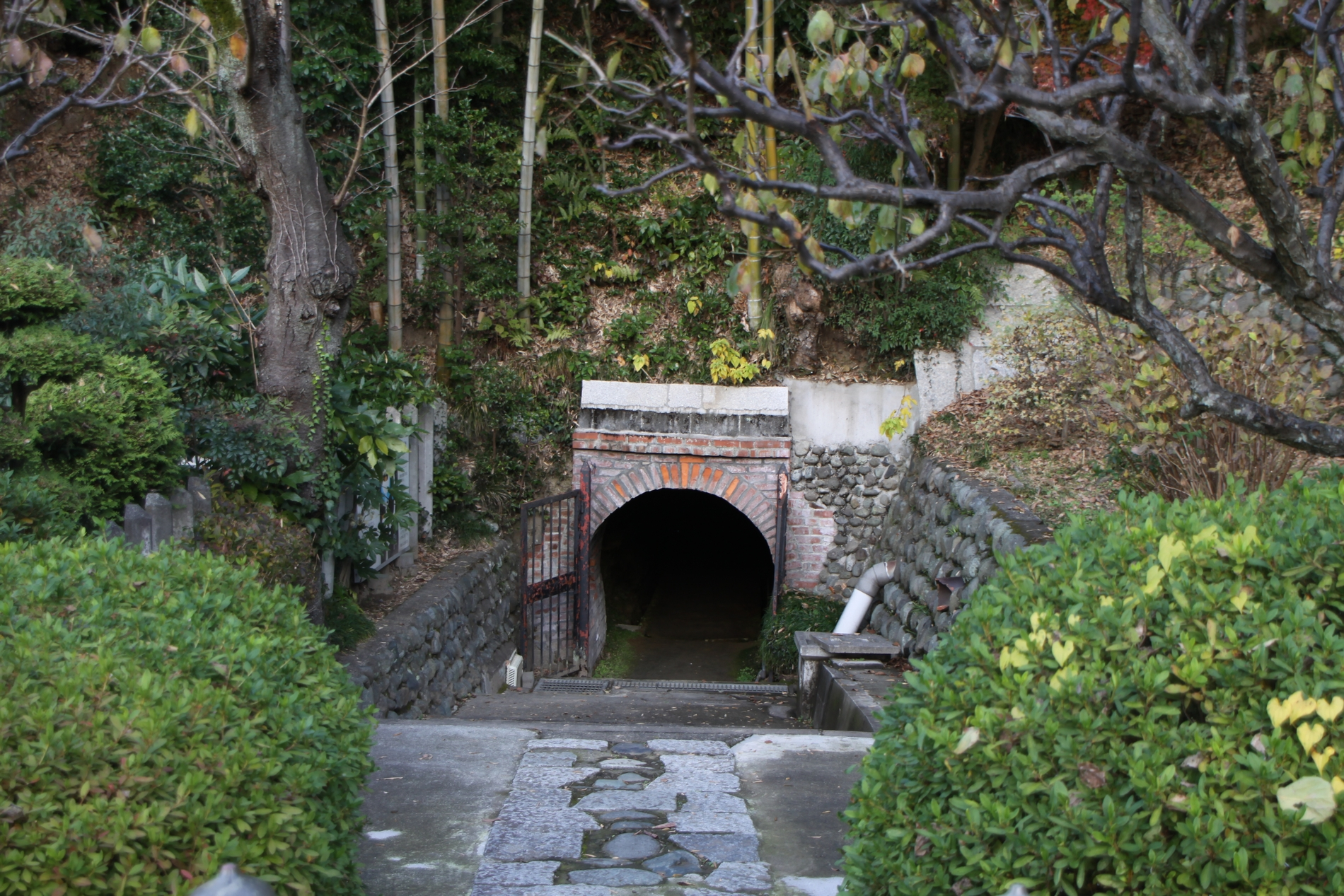
弁天洞窟入口

弁天洞窟（べんてんどうくつ）は、東京都稲城市矢野口2411の威光寺の境内にある地下霊場。新東京百景の一つ。

## 概要
もとは古墳時代の横穴墓だったとする説がある。明治時代に曲がりくねった形に掘り進められた結果、もとの横穴墓の面影はない。
弁才天を初め、大日如来像、大黒天立像など23基の石仏や石碑などの石造物がある。これらの石造物は近くの穴澤天神社境内の北側斜面の横穴にかつて安置されていたものが移されたものだという。
1982年（昭和57年）10月、新東京百景に選定された。また、2003年（平成15年）1月には威光寺境内の洞窟の湧水が、威光寺から雑木林につながる斜面地にある湧水とともに「東京の名湧水57選」に選定された。
現在、崩落の危険があるため洞窟内立ち入り禁止となっている。

## 入園
- 開園時間: 9:00～16:00
- 休園: 火曜日
- 料金: 大人300円、子供200円（現在洞窟内立ち入り禁止）

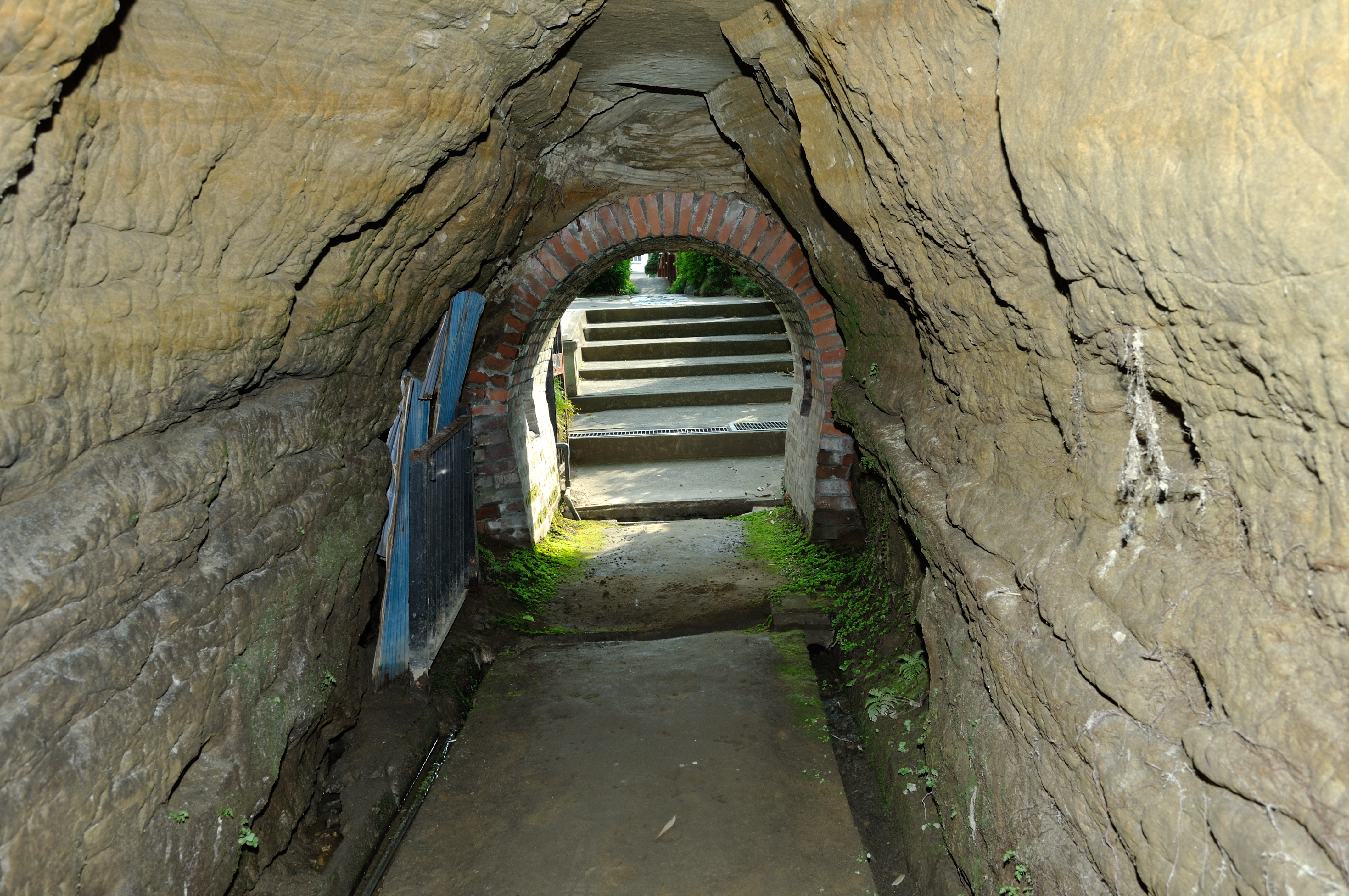
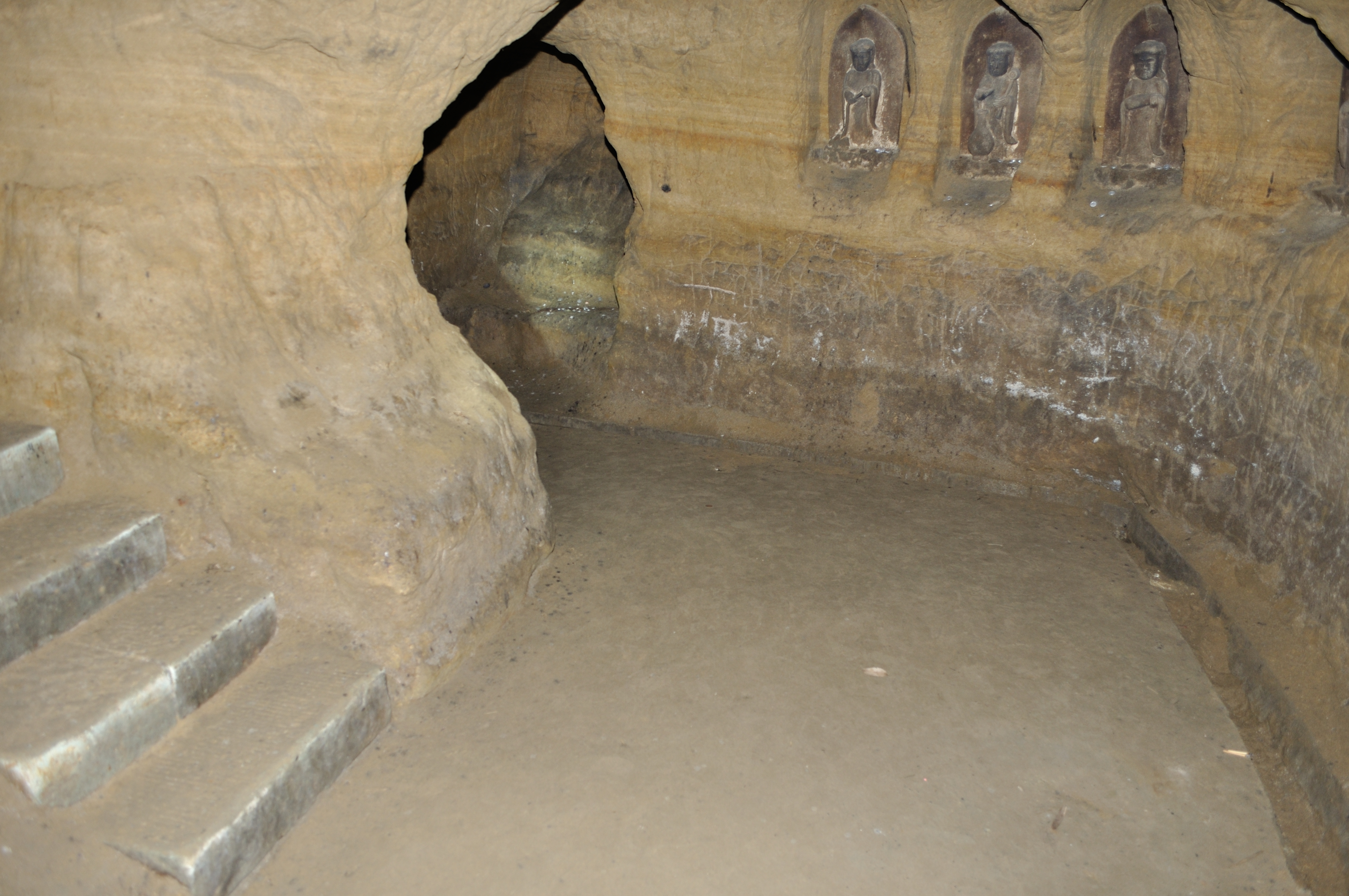
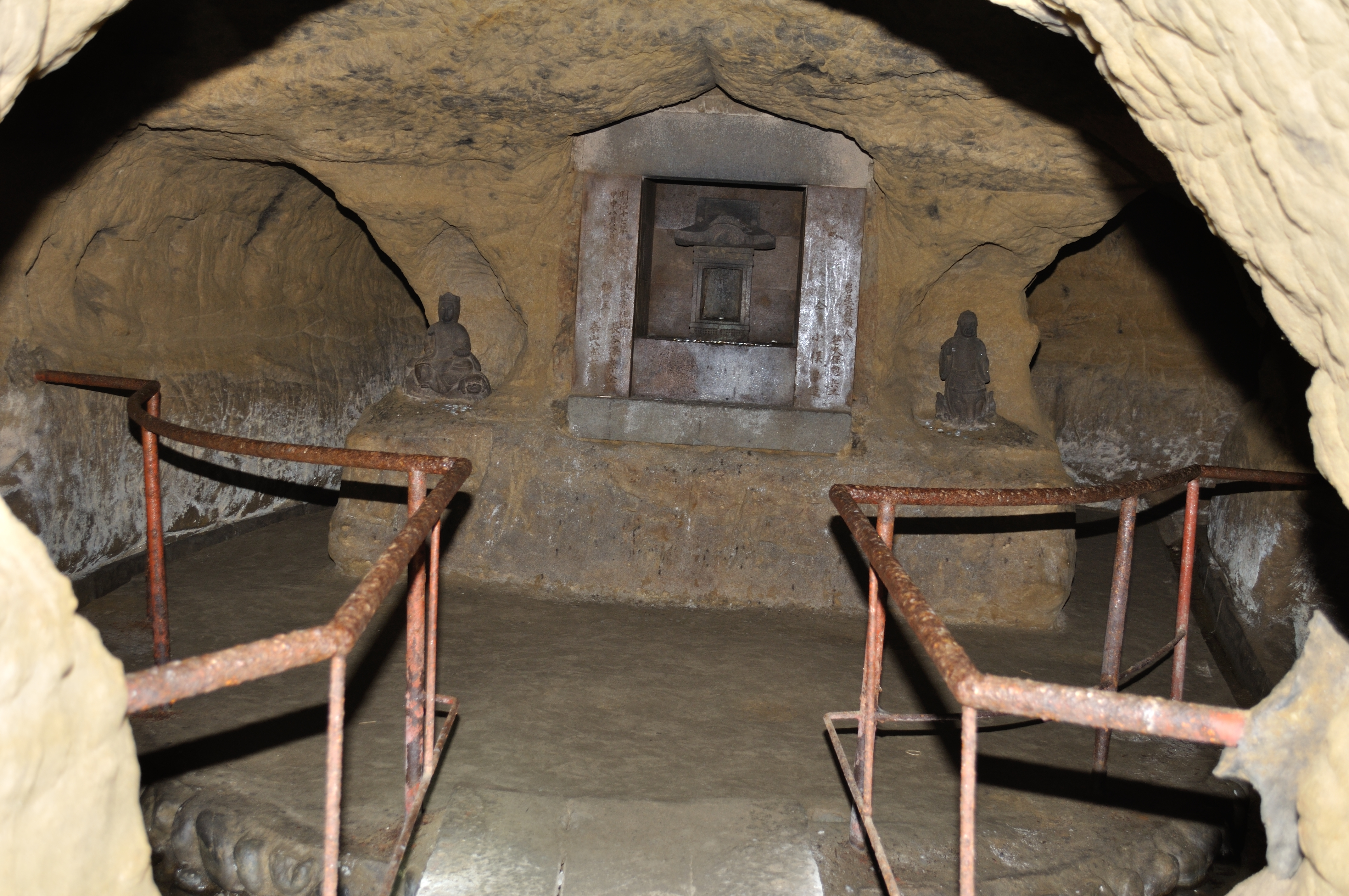
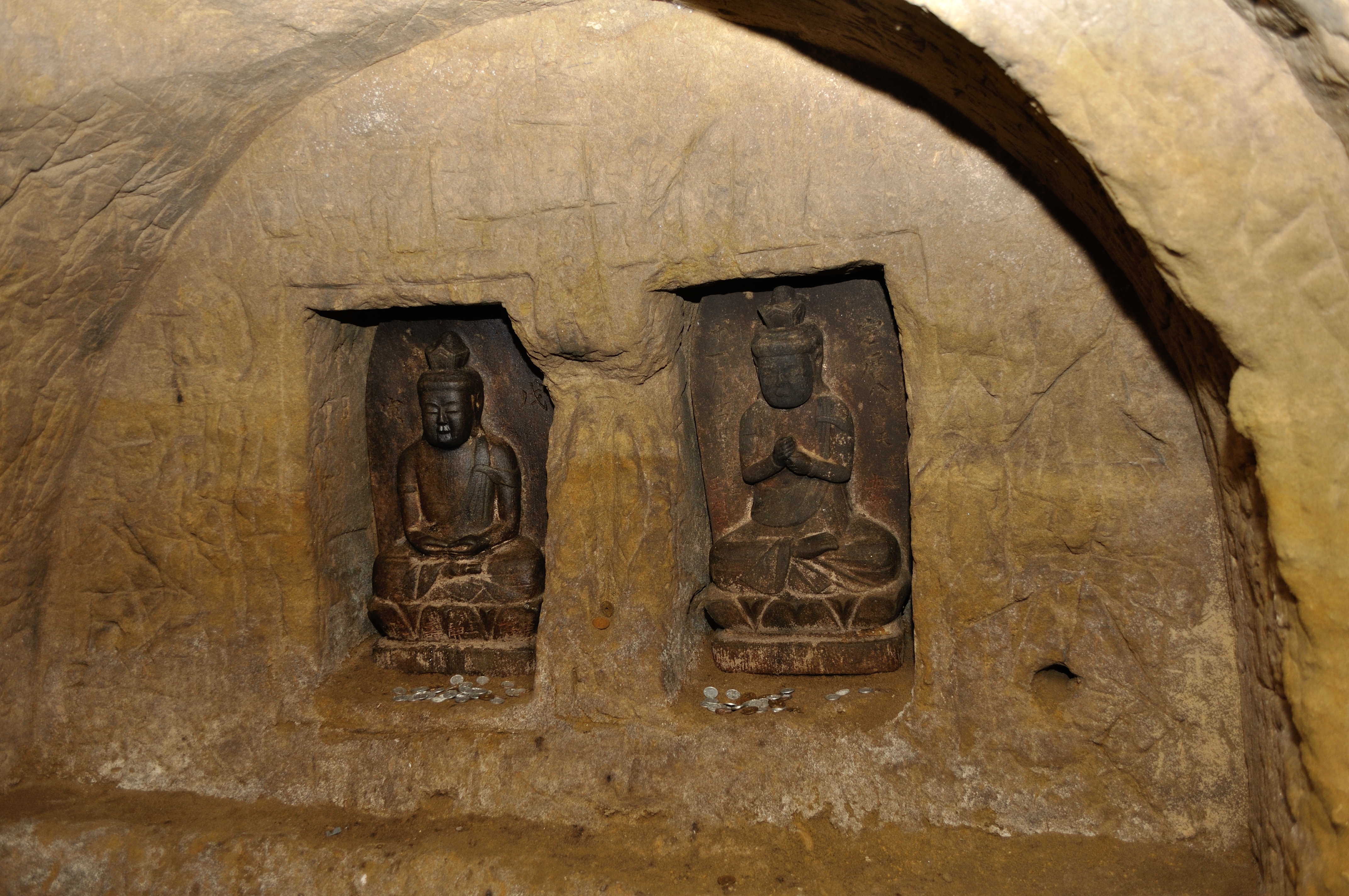
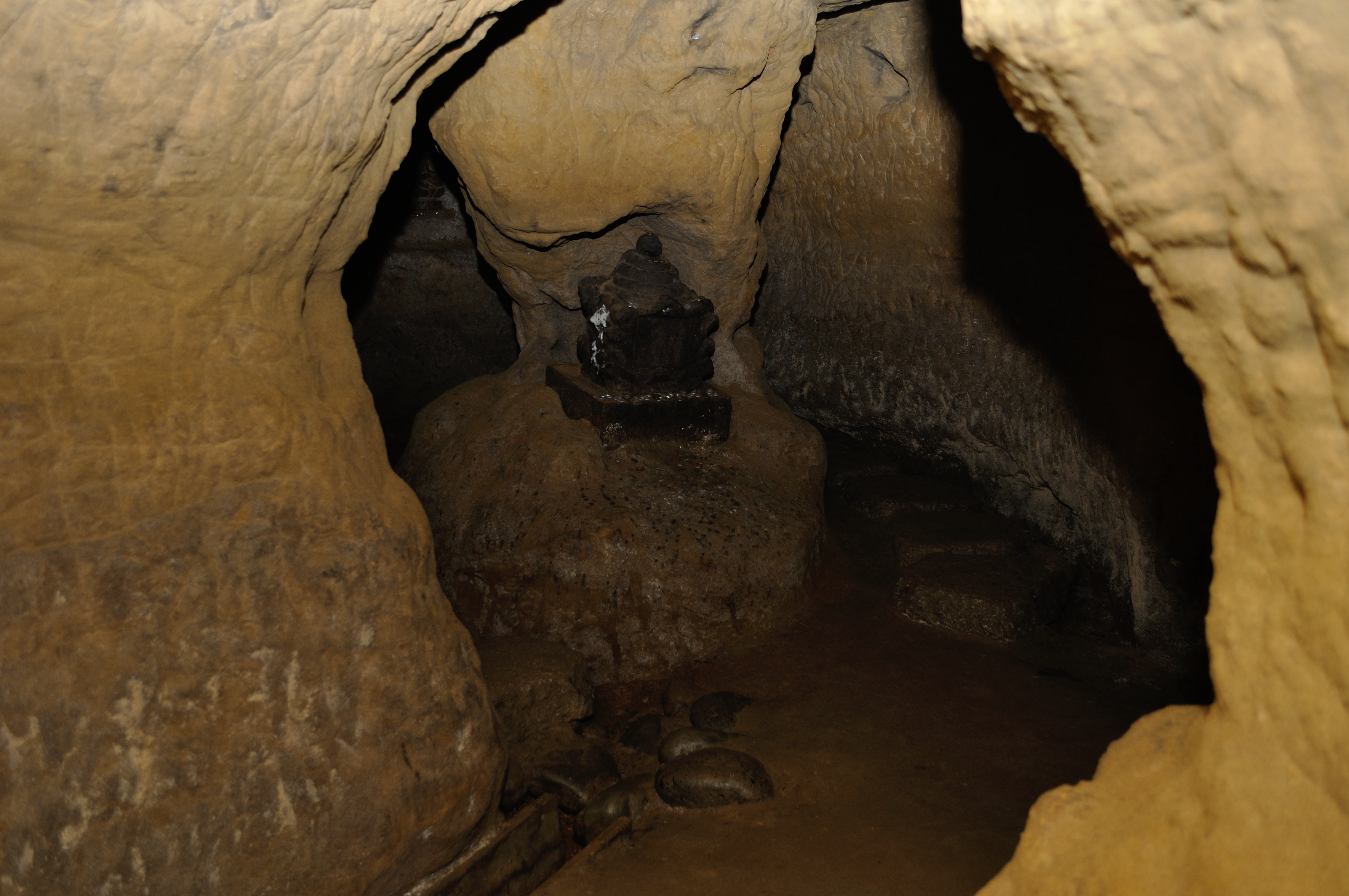
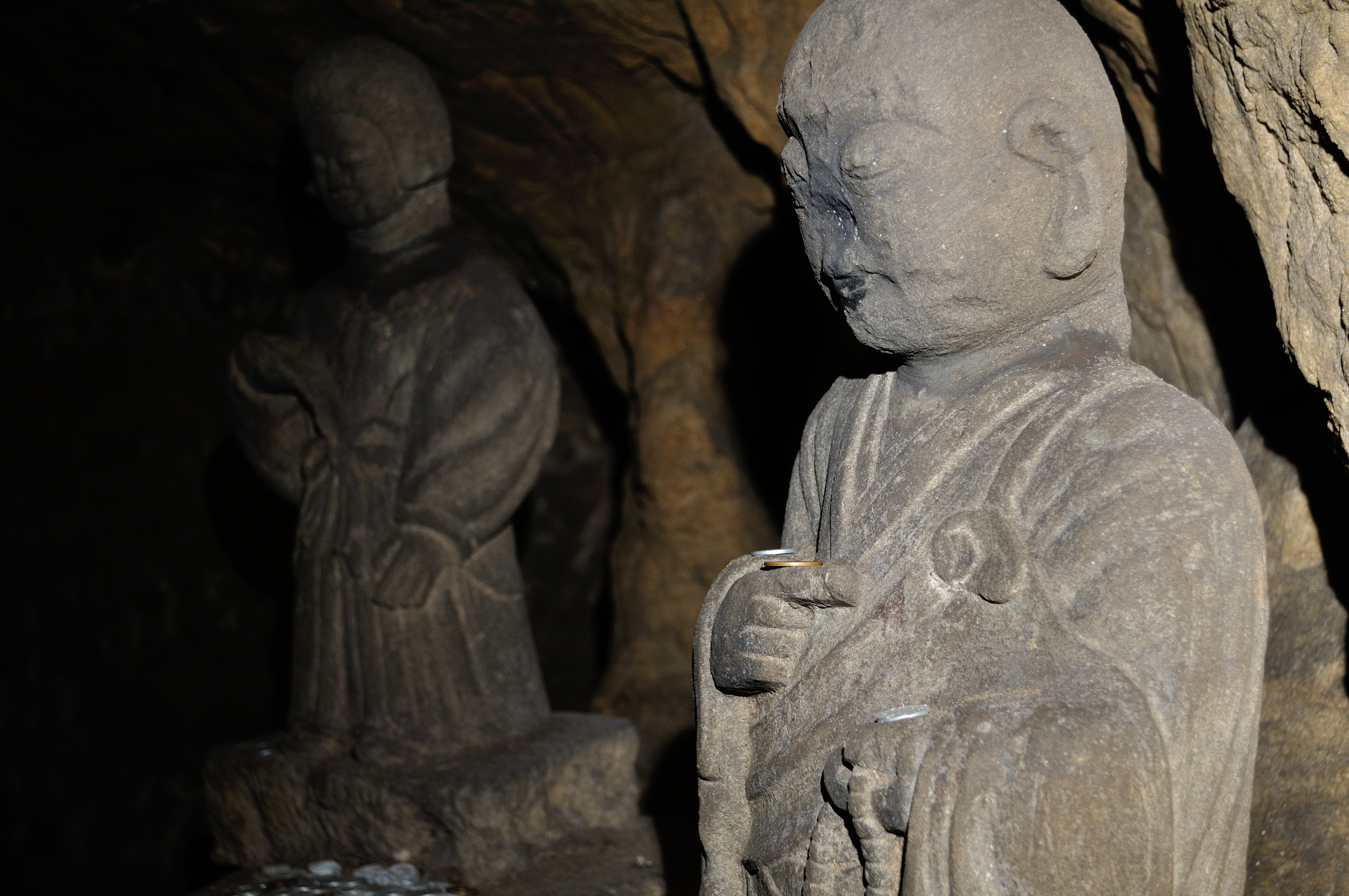

## アクセス
- 京王電鉄相模原線京王よみうりランド駅より徒歩8分